# Emil Adolf Sjulander
Emil Adolf Sjulander, född 15 januari 1876 i Tolfta församling, Uppsala län, död 7 april 1955 i Östhammars församling, Stockholms län, var en svensk folkmusiker och nyckelharpist.  

## Biografi
Emil Adolf Sjulander föddes 1876 i Sjukareby, Tolfta socken. Han började vid åtta års ålder att spela dragspel. En broder till Sjulander spelade nyckelharpa och avled 1891. Sjulander ärvde då nyckelharpan efter brodern och tog sedan lektioner av Jonas Skoglund. Han flyttade 1901 till Östhammar och kom i kontakt med spelmannen Per Ersson i Björsta. Sjulander kom därefter i kontakt med spelmannen Anders Andersson (1841–1921) i Syltbo, Ånö, Hökhuvud.

## Kompositioner

### Upptecknade låtar
- Marsch i F-dur, efter Anders Andersson.[3]
- Marsch i F-dur, efter Anders Andersson.[3]
- Polska "Lavaröpolskan" i C-dur.[3]
- Vals i C-dur, efter Anders Andersson.[3]
- Vals i C-dur, efter Anders Andersson.[3]
- Vals i F-dur, efter John Mattsson.[3]
- Polska i C-dur, från Tolfta socken.[3]
- Vals "Nigarevalsen" i C-dur, från Tolfta socken.[3]